# Herman Ponsteen
Herman Ponsteen (Hellendoorn, 27 marzo 1953) è un ex pistard olandese.

## Palmarès

### Olimpiadi
- 1 medaglia:
  - 1 argento (Montréal 1976 nell'inseguimento individuale)

### Strada
- 1977 (una vittoria)

8ª tappa Olympia's Tour (Nibbixwoud > Amsterdam)